# تاماس غابور
تاماس غابور (بالمجرية: Gábor Tamás)‏ هو مبارز بالسيف مجري، ولد في 24 أبريل 1932 في بودابست في المجر، وتوفي بنفس المكان في 6 مايو 2007.

## وصلات خارجية
- تاماس غابور على موقع أوليمبيديا (الإنجليزية)
- تاماس غابور على موقع اللجنة الأولمبية المجرية (الهنغارية)